# Daglig dräkt

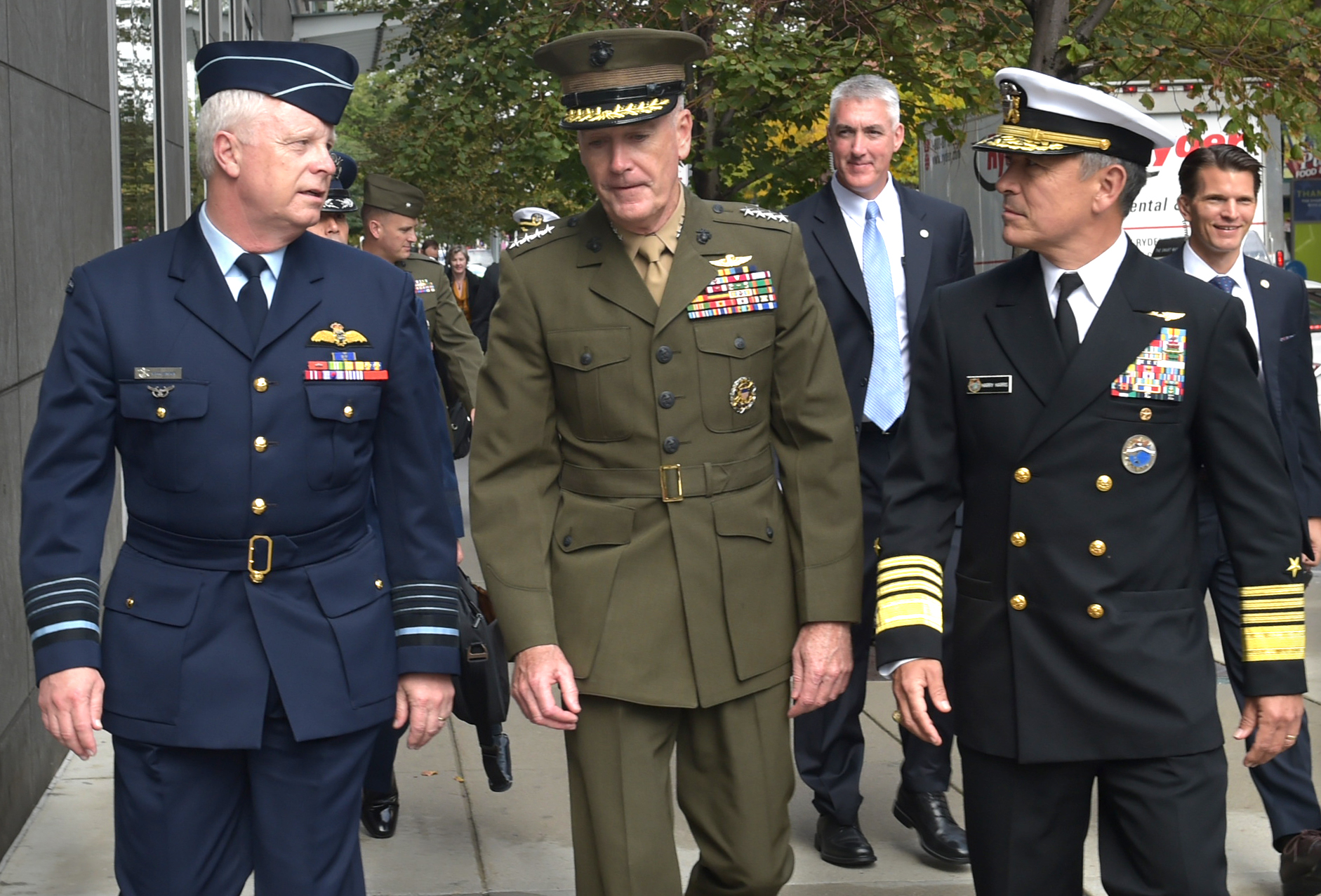
Officerare med daglig dräkt från Australiens flygvapen, USA:s marinkår och USA:s flotta.

Daglig dräkt är inom det militära en uniformsnivå motsvarande klädkoden mörk kostym eller kavaj.
Inom den svenska Försvarsmakten förekommer daglig dräkt inom uniformssystemen m/1987 (för armén, flygvapnet och amfibiekåren) och m/1948 inom flottan. Vid Livgardet används även de äldre m/1886 (för infanteriet) och m/1895 (för kavalleriet).